# Stephen Ireland
Stephen James Ireland (født 22. august 1986 i Cork, Irland) er en irsk tidligere fodboldspiller, der spillede som midtbanespiller hos den engelske Premier League-klub Stoke City. Han har tidligere spillet for blandt andet Manchester City.
Ireland var i UEFA Cup-sæsonen 2008-09 med Manchester City med til at slå hele tre danske hold ud af turneringen. Blandt andet scorede han i Parken mod FC København, der sammenlagt blev besejret 4-3.

## Landshold
Ireland står (pr. april 2018 noteret for seks kampe og fire scoringer for Irlands landshold, som han debuterede for den 1. marts 2006 i et opgør mod Sverige. 
På trods af at være blevet udskrevet som et af de største talenter i irsk fodbold i adskillige år blev Irelands landsholdskarriere brat stoppet allerede i 2007. I forbindelse med optakten til en afgørende EM-kvalifikationskamp mod Tjekkiet forlod Ireland landsholdslejren med den forklaring at hans mormor var død. De engelske medier fandt dog ud af at historien var løgn, og at Ireland i stedet var rejst hjem for at besøge sin kæreste.[kilde mangler] Irland tabte kampen til tjekkerne, og kvalificerede sig ikke til EM. Siden da har Ireland ikke været en del af landsholdet.